# Nhảy cóc (chiến thuật)

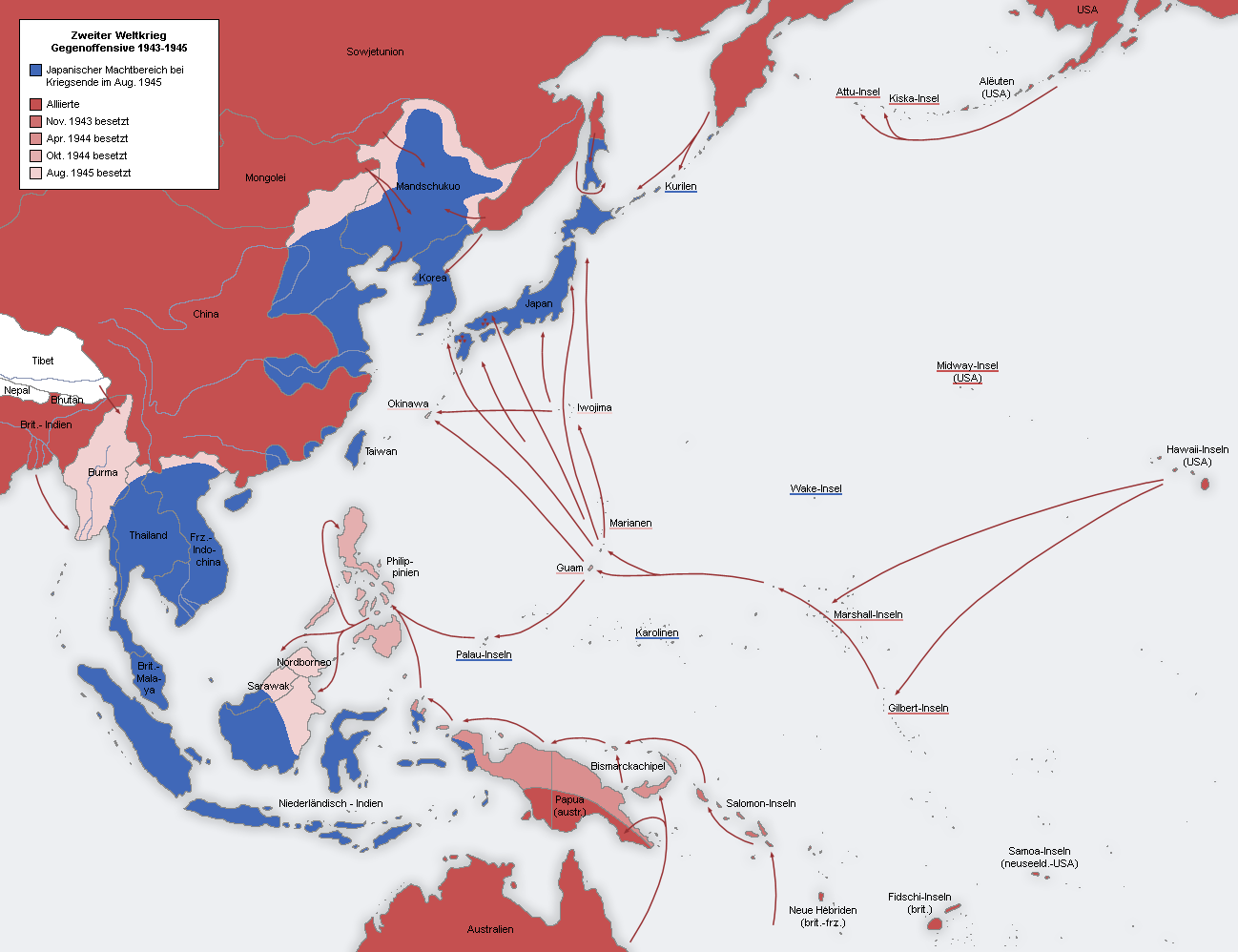
Chiến thuật Nhảy đảo, 1943–1945:
Xanh dương – lãnh thổ Nhật Bản, tháng 8 năm 1945
Đỏ sẫm – lãnh thổ Đồng minh
Đỏ – Chiếm tháng 10 năm 1943
Hồng sẫm – Chiếm tháng 4 năm 1944
Hồng – Chiếm tháng 10 năm 1944
Hồng nhạt – Chiếm tháng 8 năm 1945

Nhảy cóc (Anh ngữ: Leapfrogging) hay còn được gọi là Nhảy đảo (Anh ngữ: Island hopping), là một chiến thuật quân sự được sử dụng bởi các lực lượng Đồng minh trong cuộc chiến tranh Thái Bình Dương chống lại Nhật Bản và các cường quốc phe Trục trong Thế chiến II. Ý tưởng là để vượt qua các vị trí phòng thủ vững chắc của Nhật Bản từ đảo này sang đảo khác. Tiếp cận từng bước đến gần hơn vị trí quần đảo Nhật Bản. Đồng thời, ý tưởng này tập trung nguồn lực hạn chế của quân Đồng minh vào các đảo quan trọng chiến lược không được bảo vệ tốt nhưng có khả năng hỗ trợ để tấn công các đảo chính của Nhật Bản.

## Cơ sở của chiến thuật
Vào cuối thế kỷ 19, Hoa Kỳ có nhiều lợi ích ở phía tây Thái Bình Dương để bảo vệ. Cụ thể là, việc tiếp cận thị trường Trung Quốc và các thuộc địa của Hoa Kỳ: Philippines và Guam mà Hoa Kỳ đã đạt được từ cuộc chiến tranh Tây Ban Nha-Mỹ (1898). Sau chiến thắng của Nhật Bản trong cuộc chiến tranh Trung-Nhật 1894–1895 và trong cuộc chiến tranh Nga-Nhật 1904-1905, Mỹ bắt đầu coi Nhật Bản là một mối đe dọa tiềm năng đối với lợi ích Mỹ ở phía tây Thái Bình Dương. Như hệ quả của việc đáp trả mối đe dọa, Mỹ sáp nhập Hawaii vào năm 1893. và cản trở người nhập cư Nhật Bản, bao gồm cả ở Hawaii (1897) - Nhật Bản gửi tàu tuần dương Naniwa tới Honolulu, Hawaii - và ở California (1906, 1913). Kết quả là, Hải quân Mỹ bắt đầu một dự thảo, sớm nhất là năm 1897, kế hoạch chiến tranh chống lại Nhật Bản, cuối cùng được đặt tên là "Chiến tranh da cam". Kế hoạch chiến tranh năm 1911, được soạn thảo bởi Chuẩn Đô đốc Raymond P. Rodgers, bao gồm chiến thuật "nhảy đảo" để tiếp cận Nhật Bản.
Sau Thế chiến thứ nhất, Hiệp ước Versailles đã trao cho Nhật Bản một nhiệm vụ đối với các thuộc địa cũ của Đức ở Tây Thái Bình Dương; cụ thể là quần đảo Mariana, Marshall và Carolina. Nếu những hòn đảo này được củng cố, thì về nguyên tắc, Nhật Bản có thể đe dọa việc Hoa Kỳ tiếp cận với các lợi ích của Hoa Kỳ ở phía tây Thái Bình Dương. Do đó, vào năm 1921, Thiếu tá Earl Hancock Ellis của Thủy quân lục chiến Hoa Kỳ đã soạn thảo "Kế hoạch 712, Chiến dịch nâng cấp cơ sở quân sự ở Micronesia", kế hoạch chiến tranh chống Nhật Bản bổ sung bằng cách kết hợp công nghệ quân sự hiện đại (tàu ngầm, máy bay...) và một lần nữa bao gồm chiến thuật "nhảy đảo". Ngay sau đó, một phóng viên người Anh về các vấn đề hải quân Hector Charles Bywater, đã công bố triển vọng về một cuộc chiến tranh Nhật-Mỹ trong cuốn sách của ông Cường quốc biển ở Thái Bình Dương (Seapower in the Pacific) (1921) và Chiến tranh Thái Bình Dương lớn (The Great Pacific War) (1925), có chi tiết chiến thuật "nhảy đảo". Những cuốn sách được đọc không chỉ bởi người Mỹ mà bởi các sĩ quan cao cấp của Hải quân Đế quốc Nhật Bản, họ đã sử dụng "nhảy đảo" trong các cuộc tấn công Đông Nam Á thành công vào năm 1941 và 1942.

## Lý do và sử dụng
Chiến thuật này sử dụng tàu ngầm tấn công và không quân để phong tỏa và cô lập các căn cứ Nhật Bản, làm suy yếu vị đồn trú của họ và làm giảm khả năng quân Nhật để tiếp tế và củng cố. Do đó quân đội trên các hòn đảo đã bị bỏ qua, chẳng hạn như căn cứ chính tại Rabaul, đã vô dụng với nỗ lực chiến tranh của Nhật Bản. Tướng Douglas MacArthur ủng hộ rất nhiều chiến thuật này trong nỗ lực giành lại Philippines từ sự chiếm đóng của Nhật Bản. Chiến thuật này bắt đầu được thực hiện vào cuối năm 1943 trong Chiến dịch Cartwheel. Trong khi MacArthur tuyên bố đã phát minh ra chiến thuật này, thuở ban đầu chiến thuật này xuất hiện từ Hải quân.

## Ưu điểm
Chiến thuật này cho phép các lực lượng Hoa Kỳ tiếp cận Nhật Bản một cách nhanh chóng và không tốn thời gian, nhân lực, và nguồn cung cấp để nắm bắt mọi hòn đảo Nhật Bản trên đường tiến quân. Nó sẽ mang lại cho Đồng minh lợi thế bất ngờ.